# Asterophysus batrachus
El bagre sapo (Asterophysus batrachus) es una especie de pez actinopeterigio de agua dulce, la única del género monotípico Asterophysus de la familia de los auqueniptéridos.

## Morfología
Con el cuerpo típico de los bagres y una longitud máxima descrita de 25 cm.

## Distribución y hábitat
Se distribuye por ríos de la vertiente atlántica de América del Sur, en las cuencas fluviales del río Orinoco y del río Negro (en Brasil y Venezuela). Son peces de agua dulce tropical, de hábitat tipo demersal.